# Hookeriopsis rubens
Hookeriopsis rubens är en bladmossart som beskrevs av Brotherus 1907. Hookeriopsis rubens ingår i släktet Hookeriopsis och familjen Hookeriaceae. Inga underarter finns listade i Catalogue of Life.